# 2012年泰国南部爆炸袭击
2012年泰国南部爆炸袭击是指2012年3月31日在泰国也拉府和宋卡府合艾发生的一系列连环爆炸事件。

## 袭击

### 也拉
第一次袭击是一次于当地商业区的汽车炸弹袭击。约20分钟后救援人员到达最初爆炸的现场时，第二枚被安置在摩托车上的炸弹爆炸了。 几分钟后，又发生第三次汽车炸弹袭击，导致附近建筑物起火。这一系列连环爆炸事件爆炸造成约11人死亡，110人受伤，其中大部分死者死于第二次爆炸。 

### 合艾
在也拉发生袭击后，合艾的一家酒店地下室发生爆炸，导致该建筑和附近的一家麦当劳受损，造成4人死亡，416人受伤，大部分伤者受到爆炸产生烟雾之影响。最初当地新闻报道称事故原因是煤气泄漏，但后来爆炸事件又被归咎为汽车炸弹。一些人认为这次爆炸是当地叛乱活动的升级，因为爆炸目标是一家深受马来西亚和新加坡游客欢迎的酒店。 这次袭击普遍被认为是泰国马来人叛乱分子制造的。